# Taxiles

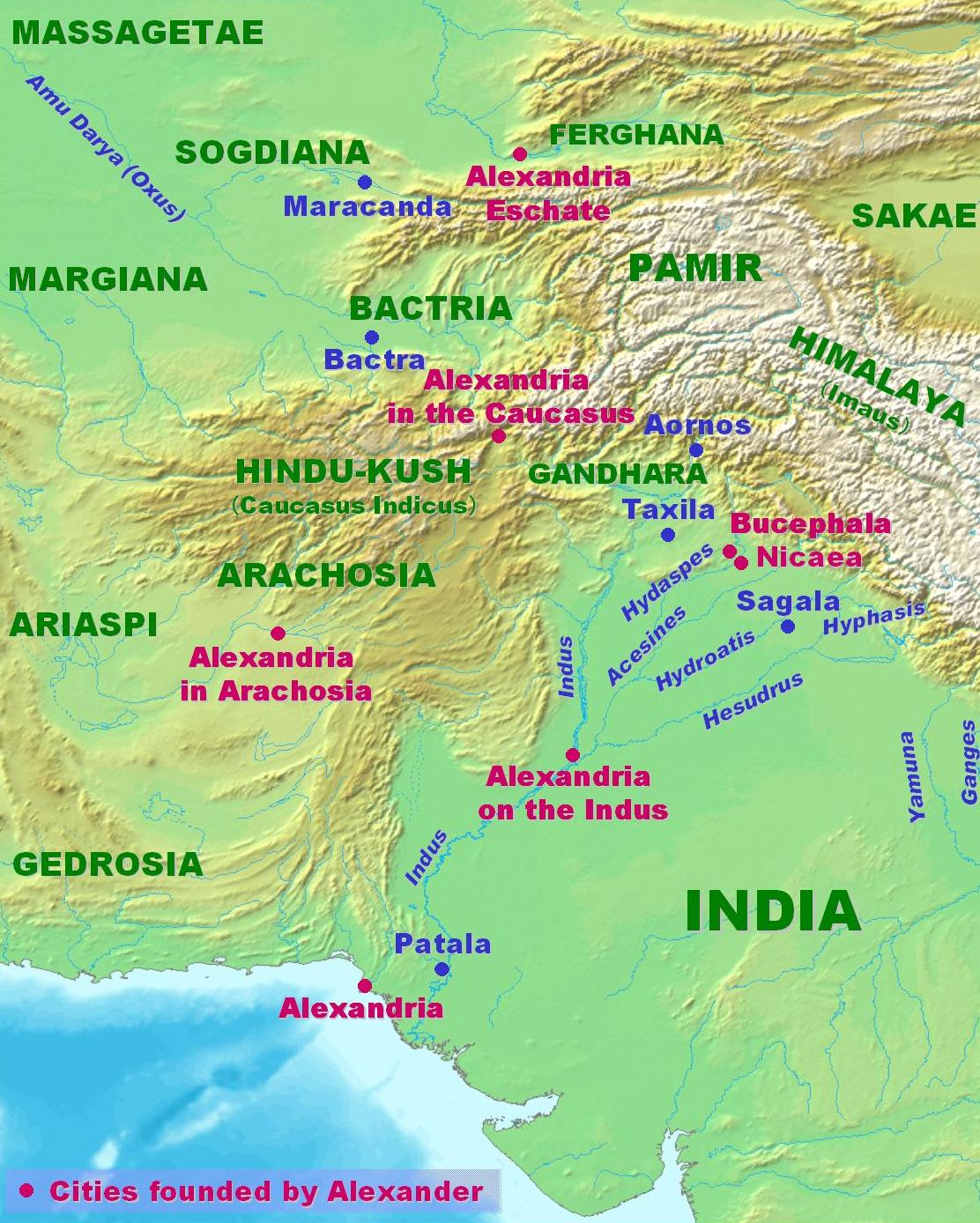
Die Indusregion zur Zeit Alexanders des Großen.

Taxiles (altgriechisch Ταξίλης Taxílēs; † nach 320 v. Chr.) war ein indischer König und Gefolgsmann Alexanders des Großen im 4. Jahrhundert vor Christus. Sein eigentlicher Name lautete Omphis (Sanskrit Ambhi) oder Mophis. Allerdings nahm er später den Namen seines Vaters an, nach dem auch die Hauptstadt seines Reiches Taxila, im heutigen pakistanischen Punjab, benannt war.
Das Reich von Omphis’ Vater befand sich am Oberlauf des Indus, den er im Westen zur Grenze hatte, im Osten den Hydaspes. Er hatte zwei Nachbarn zu Feinden. Im Norden war es Abisares und im Osten Poros, der das Land zwischen Hydaspes und Akesines beherrschte. Die drei Könige waren seit dem Jahr 327 v. Chr. über das Herannahen des Heeres Alexanders informiert, gegen den sich Abisares und Poros verbündeten. Omphis aber drängte seinen Vater dazu, sich Alexander zu unterwerfen, allerdings starb der Vater, noch bevor er Gelegenheit dazu hatte. Omphis nahm nun selbst Kontakt mit den Generälen Hephaistion und Perdikkas auf, verweigerte ihnen aber den Unterwerfungsakt, den er nur vor Alexander persönlich begehen wollte. Nachdem dieser im Frühjahr 326 v. Chr. den Indus überquert hatte, kam es beinahe zu einem folgenschweren Missverständnis, da Omphis ihm mit seinem gesamten Heer zum Empfang entgegen zog. Letztlich aber konnte Omphis mit reichen Geschenken seine Untergebenheit gegenüber Alexander beweisen und erhielt im Gegenzug von dem Eroberer sein Königreich bestätigt. Anlässlich dieses Ereignisses nahm Omphis nun auch den Namen seines Vaters, Taxiles, an. Allerdings musste er auch eine Unterordnung gegenüber dem Satrapen Philippos akzeptieren und eine makedonische Garnison in seiner Hauptstadt dulden. Während der Festlichkeiten, die in Taxila veranstaltet wurden, machte Alexander die Bekanntschaft der Asketen Saddhus, Yoghins und Kalanos, von denen sich Letzterer auch dem Gefolge des Makedonen anschloss.
Taxiles Kalkül schien aufzugehen, als Alexander auch von Abisares und Poros die Unterwerfung forderte. Nur Ersterer kam dem nach, Poros aber rüstete zum Krieg. Taxiles schloss sich dem Heer Alexanders an und nahm an der siegreichen Schlacht am Hydaspes teil, doch entgegen seinen Erwartungen wurde der besiegte Poros von Alexander begnadigt. Dieser wurde nicht nur in seinem Königreich belassen, er musste auch keine Tributzahlungen leisten und keine Besatzungstruppen aufnehmen. Poros’ Position blieb damit faktisch unabhängig, während Taxiles ganz unter die Herrschaft Alexanders geraten war.
Nachdem noch im Jahr 326 v. Chr. der Satrap Philippos ermordet worden war, wurde der General Eudemos im nördlichen Indusgebiet eingesetzt. Taxiles und Poros erhielten infolge der Reichsordnung von Babylon nach Alexanders Tod 323 v. Chr. ihre Königreiche zurück. Auf der Konferenz von Triparadeisos 320 v. Chr. wurde diese Ordnung von den Siegern des ersten Diadochenkrieges bestätigt. Taxiles wird anschließend nicht mehr in den Quellen erwähnt. Otto Stein nahm aber an, dass in den Quellen Aussagen zu Poros und Taxiles vertauscht wurden; demnach sei 317 v. Chr. nicht Poros, sondern Taxiles von Eudemos ermordet worden.